# Slavomil Hummelhans
Slavomil Hummelhans (30. listopadu 1902 Praha – 15. srpna 1976) byl český a československý sportovní plavec a pólista, účastník olympijských her v roce 1924.
Narodil do rodiny pražského typografa, tiskaře a pozdějšího poslance Národního shromáždění Františka Hummelhanse.
Závodnímu plavání a vodnímu pólu se věnoval aktivně od roku 1920 za pražský plavecký klub APK Praha. Jako pólista hrál postu obránce. V roce 1924 byl náhradníkem československého pólového týmu, který startoval na olympijských hrách v Paříži. V roce 1927 reprezentoval Československo ve vodním pólu na srpnovém mistrovství Evropy v italské Bologni. Aktivní sportovní kariéru ukončil v roce 1933.